# Kuikkasaari (ö i Kajanaland, Kehys-Kainuu, lat 64,72, long 29,73)
Kuikkasaari är en ö i Finland. Den ligger i sjön Takajärvi och i kommunen Suomussalmi i den ekonomiska regionen  Kehys-Kainuu  och landskapet Kajanaland, i den östra delen av landet, 600 km nordost om huvudstaden Helsingfors. Öns area är 0,6 hektar och dess största längd är 160 meter i öst-västlig riktning.